# Bulbine narcissifolia
Bulbine narcissifolia är en grästrädsväxtart som beskrevs av Salm-dyck. Bulbine narcissifolia ingår i släktet bulbiner, och familjen grästrädsväxter. Inga underarter finns listade i Catalogue of Life.